# Вьетнамско-таиландские отношения
Вьетнамско-таиландские отношения — двусторонние дипломатические отношения между Вьетнамом и Таиландом. У Таиланда есть посольство в Ханое, а Вьетнам имеет посольство в Бангкоке. Государства являются членами Ассоциации государств Юго-Восточной Азии (АСЕАН).

## История
В XVI веке состоялись первые контакты между Сиамом (в настоящее время Таиланд) и Вьетнамом.

### Сиамско-вьетнамские войны
В начале XVIII века Сиам и вьетнамское государство сражались друг против друга в серии войн. Наиболее крупные конфликты были зафиксированы в конце XVIII века.

### Беспорядки Тэйшон
После свержения князя Нгуена — Нгуена Тхе-то, последние несколько выживших членов династии стремились отомстить, обратившись за помощью к Сиаму, который осуществил вторжение в недавно аннексированный южный Вьетнам. Позже в результате контратаки Сиам потерпел поражение от сил династии Тэйшон во главе с Нгуеном Хюэ.

### XIX век
Сиамцы и вьетнамцы вели две масштабные войны в регионе, что привело к тяжёлым разрушениям в Камбодже. Вьетнам победил Сиам в первом конфликте, а второй конфликт зашёл в тупик. Соперничество между двумя странами продолжалось до французского вторжения в Кохинхину.

### Вьетнамская война и «красные кхмеры»
Таиланд участвовал во Вьетнамской войне на стороне Соединённых Штатов Америки из-за опасений по поводу теории домино и возможного коммунистического мятежа в Таиланде. Из 12 000-15 000 тайских солдат, участвовавших в войне, было зарегистрировано более 2 000 потерь. После 1975 года вьетнамско-таиландские отношения оставались натянутыми и очень напряжёнными.
После того, как вьетнамское вторжение в Камбоджу привело к свержению «красных кхмеров», Вьетнам находился в глубоком конфликте с Таиландом из-за того, что таиландские власти были против вьетнамской оккупации Камбоджи. Между странами начался пограничный конфликт, который нанёс ущерб большей части Камбоджи и ещё сильнее испортил двусторонние отношения. Враждебность между Таиландом и Вьетнамом закончилась в 1989 году, когда вьетнамские войска отступили из Камбоджи.

### Современные отношения
После реформ Дой мой Нгуен Ван Линя в 1986 году, Вьетнам перешёл от социализма к большей интеграции с международным сообществом. В результате вьетнамско-таиландские отношения быстро улучшились. Таиланд, один из основателей АСЕАН, поддержал Вьетнам в присоединении к этой организации, которое произошло в 1995 году. Таким образом, некогда плохие отношения между Таиландом и Вьетнамом превратились в отношения стратегического сотрудничества и альянса.

## Экономические отношения
В 2015 году Таиланд был десятым по величине инвестором во Вьетнаме с капиталом почти 7 миллиардов долларов США. Таиланд также был пятым по величине торговым партнёром Вьетнама.

## Футбольное соперничество
Подобно индонезийскому и малайзийскому соперничеству, развитие вьетнамской футбольной команды и последующий вьетнамский национализм привели к усилению соперничества с таиландской командой.